# Neutron Games
Neutron Games est un studio de développement de jeux vidéo basé à Berlin en Allemagne.

## Histoire
Le studio a été créé en 2007 par des amateurs de handball désirant avoir un jeu vidéo consacré à ce sport. Le premier grand projet multiplate-forme du studio, est IHF Handball Challenge 13, le jeu sera publié par Bigben Interactive sur Xbox 360, PlayStation 3 et PC.

## Jeux développés
| Titre                     | Année | Genre    | Plates-formes               | Éditeur            | Notes                                 |
| ------------------------- | ----- | -------- | --------------------------- | ------------------ | ------------------------------------- |
| IHF Handball Challenge 12 | 2012  | Handball | PC                          | pas d'editeur      | Premier jeu de handball sur PC.       |
| IHF Handball Challenge 14 | 2014  | Handball | Xbox 360, PlayStation 3, PC | Bigben Interactive | Premier jeu de handball sur consoles. |